# Hosokawa Fujitaka

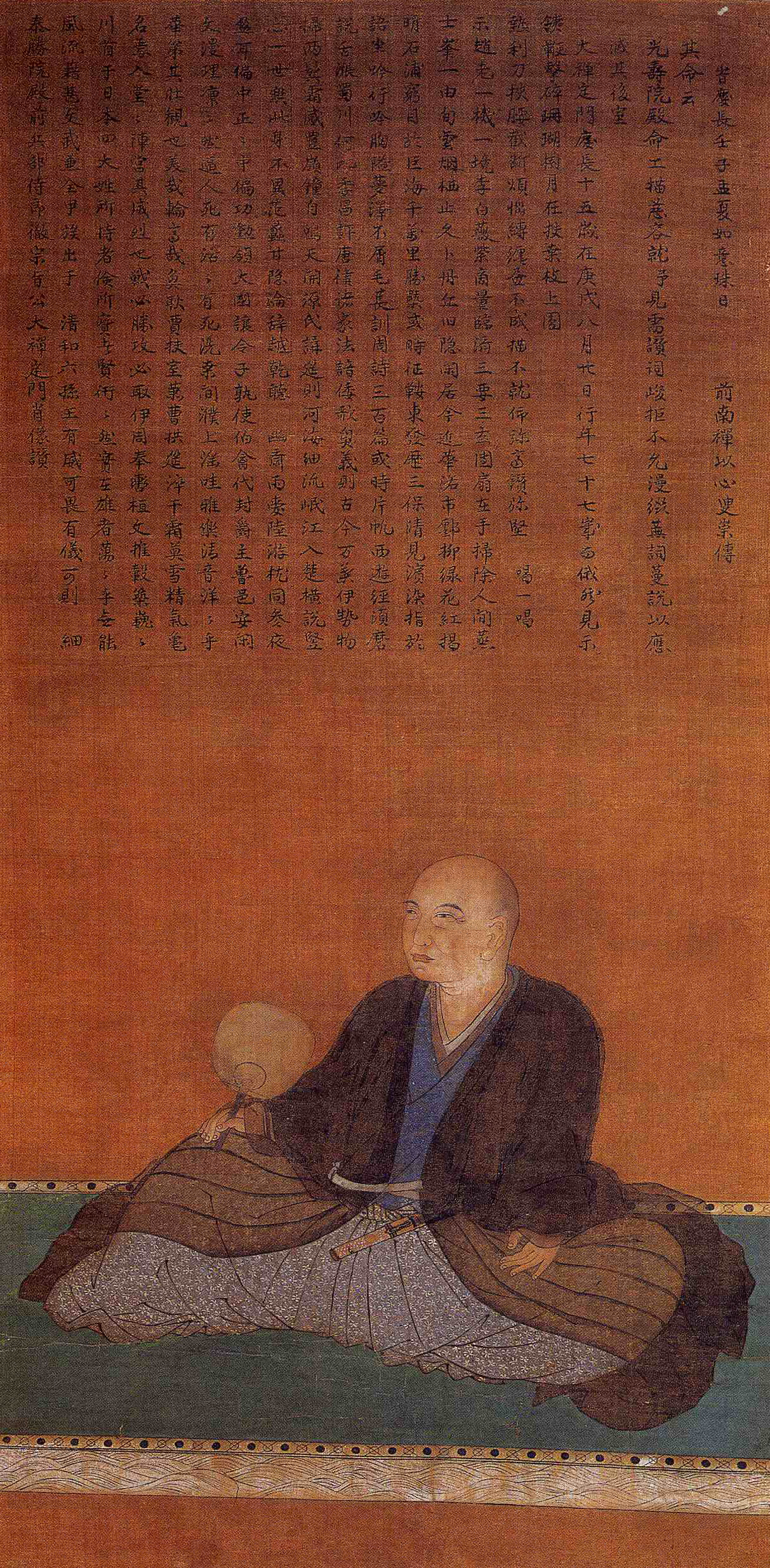
Hosokawa Fujitaka

Hosokawa Fujitaka (細川藤孝, 3 de junho de 1534 – 6 de outubro de 1610) foi um daimiô japonês durante o período Sengoku na história do Japão.
Também conhecido como  Hosokawa Yūsai (細川幽斎), Fujitaka foi um proeminente serviçal do último dos xogunato Ashikaga. Seu filho, Hosokawa Tadaoki, chegou a ser um dos principais generais do clã Oda . 
Depois do Incidente de Honnō-ji em 1582, Fujitaka fez a tonsura budista e mudou seu nome para  Yūsai, entretanto continuou sendo uma importante pessoa política do xogunato de Toyotomi Hideyoshi e mais tarde de Tokugawa Ieyasu. Hideyoshi lhe concedeu um estipêndio de 3,000 koku. 
Fujitaka foi enterrado em Quioto porém tem uma segunda tumba em Kumamoto, onde seu neto, Hosokawa Tadatoshi, governou. 